# 奈女沢温泉
奈女沢温泉（なめざわおんせん、なめさわおんせん）は、群馬県利根郡みなかみ町にある温泉。みなかみ町に18か所ある温泉地「みなかみ18湯」の1つ。通称「釈迦の霊泉」。国土地理院の地形図では奈女沢鉱泉と記されている。国民保養温泉地。

## 泉質
- 泉質：
  - メタケイ酸含有[3]、ゲルマニウム含有[4]、含ラジウム石膏泉[5]（硫酸塩泉[2]）
  - アルカリ性低張性冷鉱泉[6]
- 泉温：セ氏25度[5]
- 効能：「釈迦の霊泉」、「御神水」と呼ばれ、様々な病気に効くとされる。飲泉も可[5]。
  - 神経痛、筋肉痛、慢性消化器病、きりきず、やけど等[6]
  - 原爆症、脱毛症（ハゲ）、美肌[5]
  - 肝癌、大腸癌、前立腺癌、痛風等[4]

## 温泉街
JR上越線・上牧駅の北東4キロメートル、板沢山・高檜山に挟まれた山あいに位置する。利根川の支流・奈女沢川の源流部であり、標高は約780メートル。温泉宿「釈迦の霊泉」が1軒あるのみである。連泊する湯治客が多いが、日帰り入浴も可能。自然食を主体とした料理を提供する。携帯電話は圏外であるが、公衆無線LAN (Wi-Fi) によるインターネットへの接続は可能である。
地元では古くから「湯沢の湯」と呼ばれ、その発見は猟師たちによってもたらされたものと考えられている。明治初め、地元の僧・神職にして教育者でもあった上杉正が源泉付近に小屋を建て、浴槽に泉水を汲んで沸かし、入浴に供した。明治半ばには湯治場として知られるようになり、大正末に本格的な旅館へと改装、戦後になるとさらに客室数が増やされた。温泉宿の名も「奈女沢館」、「月光館」と変遷していった。1979年（昭和54年）3月27日、上牧温泉とともに国民保養温泉地に指定された（登録名称は「上牧・奈女沢温泉」）。
温泉の効能は幅広く、「釈迦の霊泉」と呼ばれる。地元の地誌『月夜野町史』によれば、「医師に見離された多くの人が霊泉によって快癒しているという」（引用）とのことである。スポーツ新聞などマスメディアを通じて広く紹介され、原爆症や脱毛症（ハゲ）にも効くと報じられたこともある。美肌効果から訪れる女性客も多い。入浴に合わせてコップ1杯の飲泉がよいとされ、「御神水」と銘打った当温泉の水を会員向けに頒布している。
温泉地の周辺には苔谷、夫婦岩、一の世の滝、二の世の滝、浮島、千日堂、高橋お伝の生家があり、ゼンマイやフキ、ナメコの採集や、イワナ・ハヤ釣りが楽しめる。春はシバザクラが美しい。

## 伝承
上杉謙信の隠し湯
みなかみ町の前身となった自治体の1つ・月夜野町は、合併前に町のウェブサイトで、当温泉が戦国大名・上杉謙信の隠し湯であったと紹介していた。雪国観光圏のウェブサイトにある当温泉の紹介ページには、「古く500年前から『上杉の隠し湯』として歴史を秘め、埋もれたままになっていた温泉を再開発した」（引用）と記されている。

## アクセス

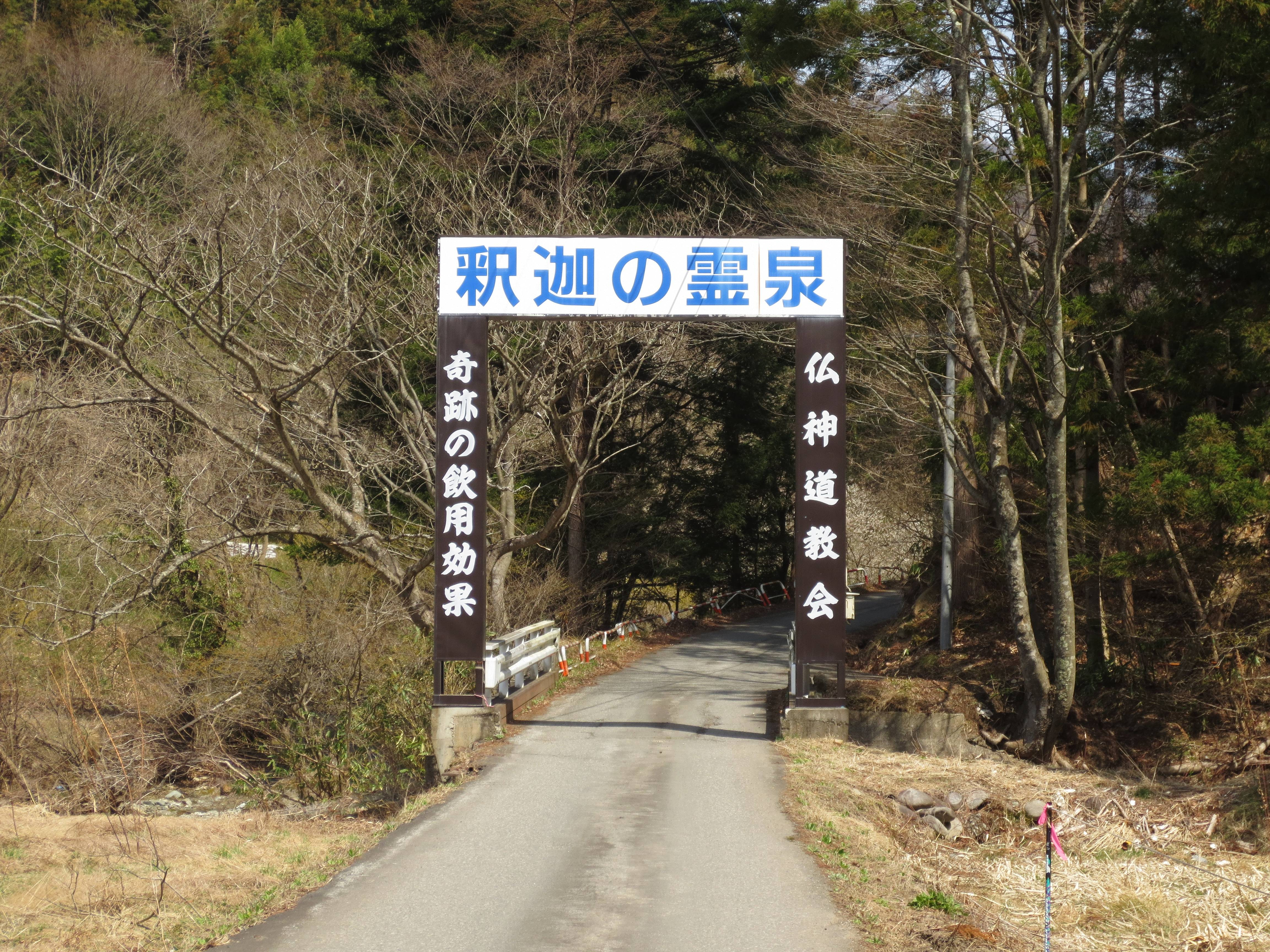
温泉地入口

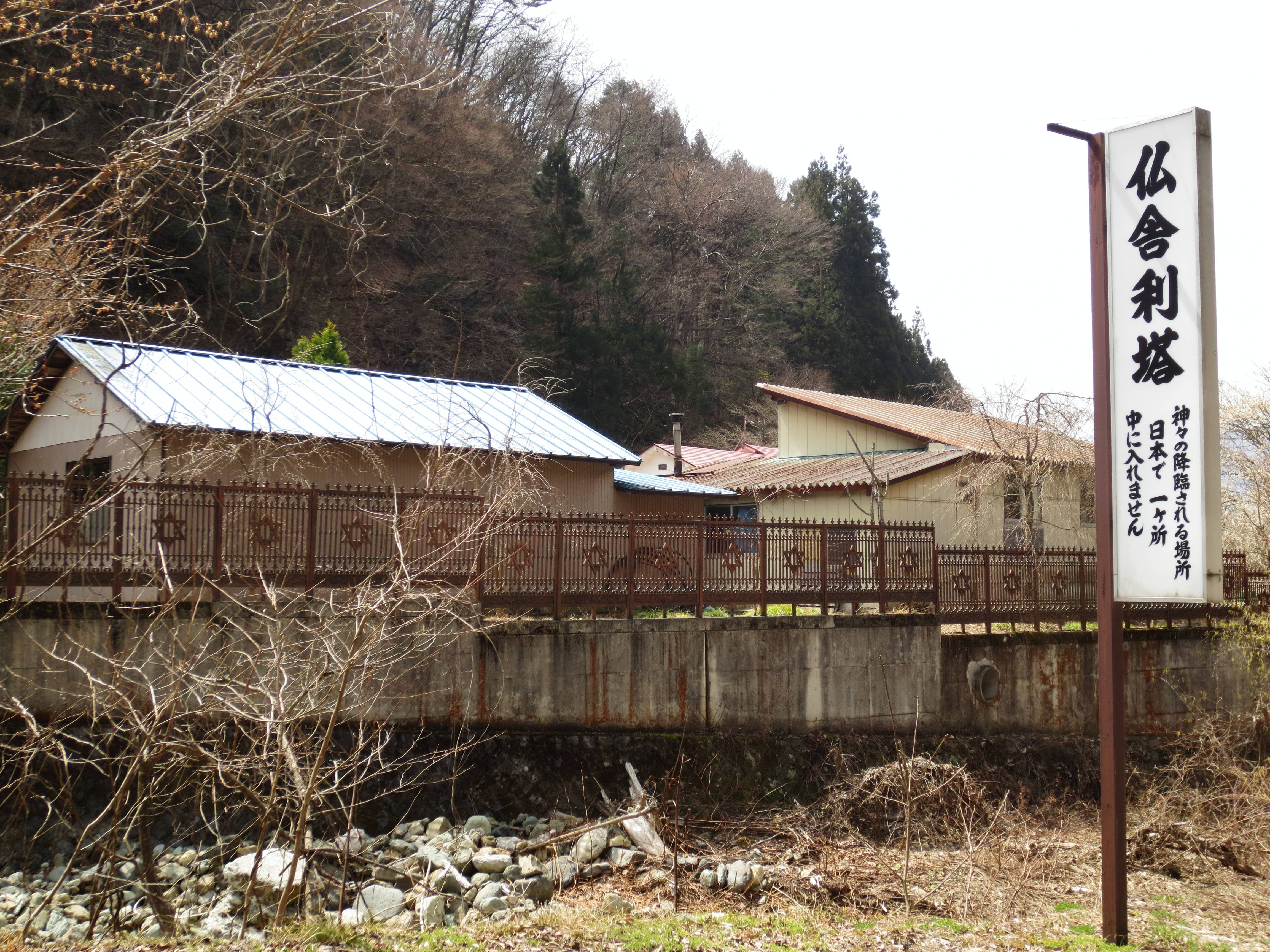
近隣にある仏舎利塔

公共交通機関
上越線上牧駅から徒歩で1時間、または自動車で15分。
上越新幹線上毛高原駅から自動車で20分。
自家用自動車
関越自動車道・水上インターチェンジから自動車で15分間、または月夜野インターチェンジから自動車で25分。水上インターチェンジ出口や国道17号、県道61号沿いなど、至る所に案内看板が建てられている。